# Szabadkígyós
Szabadkígyós is een plaats (község) en gemeente in het Hongaarse comitaat Békés. Szabadkígyós telt 3023 inwoners (2002).